# 챌린저 3
챌린저 3(영어: Challenger 3)는 영국 육군에서 개발하고 있는 주력전차이다. 영국-독일 합작회사인 라인메탈 BAE 시스템즈 랜드에서 챌린저 2를 전환하여 생산할 예정이다.
챌린저 3는 챌린저 2를 2030년대까지 운용할 수 있도록 성능을 향상하는 프로그램인 "역량과 지속 프로그램"(CSP)에서 시작되었다. 2005년부터 시작된 이 프로그램은 자금 부족으로 인해  2014년 "챌린저 2 수명 연장 계획"으로 변경되었다. 이 계획에 따라 2018년 BAE 시스템즈와 2019년 라인메탈에서 각각 시제품을 하나씩 제출했다. 이후 2019년 라인메탈과 BAE 시스템즈가 영국에서의 사업을 합병하고 하나의 회사를 설립함에 따라, 라인메탈은 챌린저 2 수명 연장 계획의 시제품을 외국제 부품 없이 순수하게 챌린저 2의 구조를 변경하는 것으로 결정할 수 있었다.
챌린저 3은 챌린저 2와는 완전히 다른 포탑과 차체를 가지고 있다. 챌린저 3의 주포는 120mm L55A1에서 로열 오디넌스 L30으로 변경되며,  포탄 역시 챌린저 3 뿐만 아니라 레오파르트 2에서도 사용할 수 있도록 설계 중인 라인메탈 AG의 포탄을 사용할 예정이다.